# Typ 94 Pistole
Die Typ 94 Pistole, auch Typ 94 Nambu Pistole (jap. 九四式拳銃, Kjūjon-Shiki Kenjū), war eine Kurzwaffe, die während des Zweiten Weltkrieges zur Ausrüstung der Streitkräfte des Japanischen Kaiserreiches gehörte.

## Bezeichnung
Die Modellbezeichnung bezog sich nicht auf das Thronjahr des während der Einführung der Waffe amtierenden Kaisers, wie es sonst häufig bei japanischen Waffen vorkam. Im Falle dieser Pistole verwies die Angabe auf das Jahr seit Gründung des Kaiserreiches um 660 vor Christus, entsprechend jener Zeitrechnung fiel die Einführung auf das Jahr 2594 (nach westlichem Kalender 1934).

## Geschichte und Technik
Ursprünglich war das Modell nicht für den militärischen Einsatz gedacht, sondern als leichte und preisgünstige Kompaktwaffe für den zivilen Exportmarkt. Der Konstrukteur Kijiro Nambu wollte zudem einige Mängel der Pistole Typ 14 beheben, die er ebenfalls entworfen hatte. So wurden die schwachen Schlagbolzenfedern durch stärkere ersetzt. Die Hoffnungen Nambus auf Auslandsgeschäfte erfüllten sich jedoch nicht; lediglich ein kleiner Posten wurde nach Thailand exportiert. Auch geriet die neue Pistole nicht besser als das ältere Modell; vielmehr war das Gegenteil der Fall. Als mit der Knappheit an Handfeuerwaffen das zivile 94er-Modell an die Truppen ausgegeben wurden, traten einige Mängel zutage:

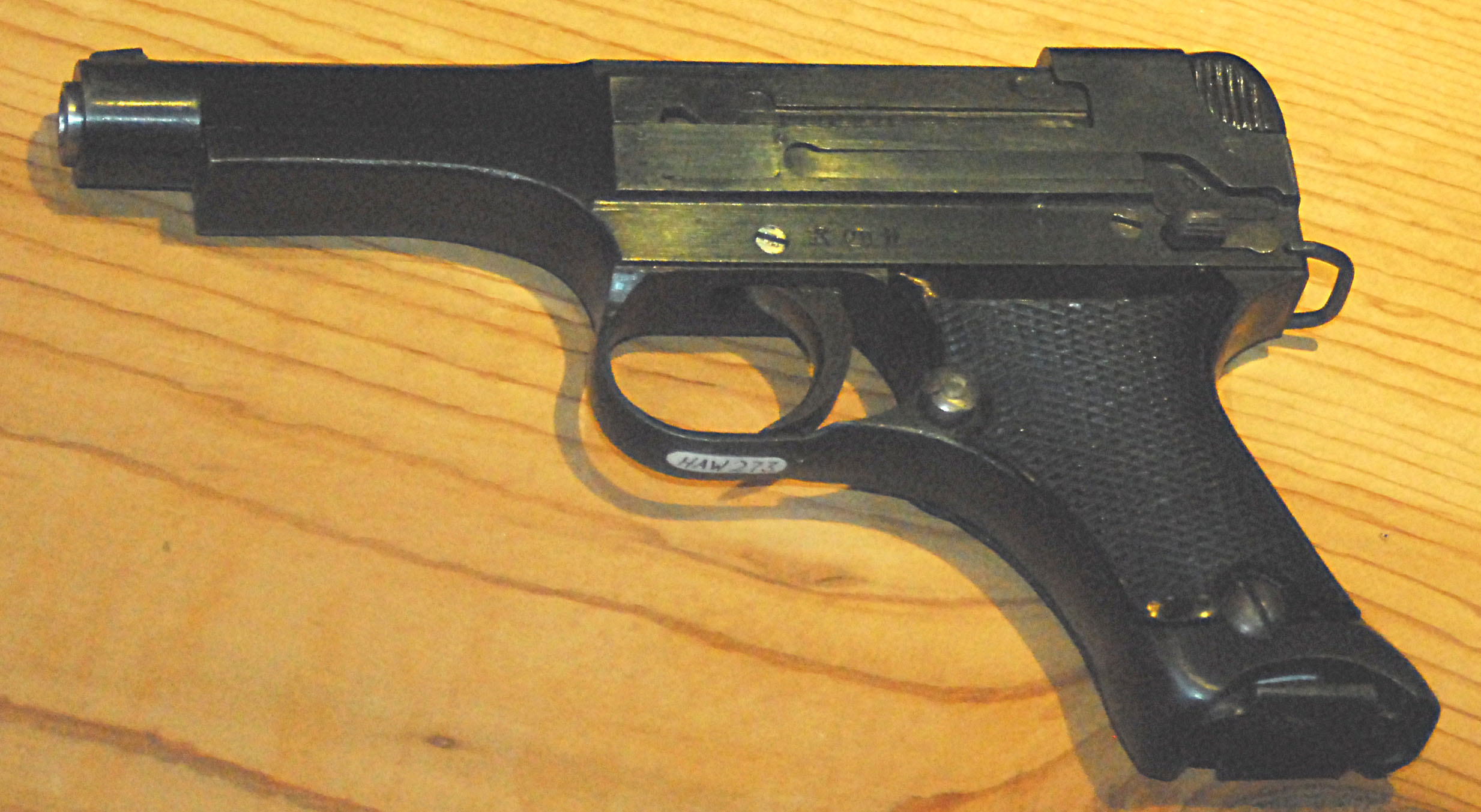
Ansicht von links: der Abzugsstollen ist die eingelassene Stange über dem Abzug

- die ohnehin schwache Munition verlor durch den kurzen Lauf noch mehr an Leistung
- leergeschossene Magazine wurden durch den Verschluss verklemmt und ließen sich nur schwer entfernen
- die Demontage war mühsam

Der gravierendste Konstruktionsfehler betraf den Auslösemechanismus. Der Abzugsstollen lag offen auf der linken Seite und trat im gespannten Zustand etwas hervor. Falls dieser nun zurückgedrückt wurde und sich eine Patrone in der Kammer befand, löste sich (ohne jede Berührung des Abzuges) ein Schuss. Bei Stürzen von Soldaten kam es so zu Verletzungen, die Waffe wurde damit zur Gefahr auch für den Träger. Im Laufe des Krieges verschlechterten sich zusätzlich noch die Fertigungsstandards, so dass gegen Kriegsende produzierte Exemplare als Verteidigungswaffen nahezu unbrauchbar waren.